# Ригахой (тайп)
Ригахой (чечен. Ригахой) — чеченский тайп, представители которого входят в тукхум (социально-экономический союз) Чеберлой. Родовое село — Ригахой. Ригахой имеют собственную гору — Ригахойн лам.

## География
В округе Ригахой находились перечисленные отсёлки: Пхьатӏи, Ананчи, Торсунан овл, Мусайн овл, Пхьарайн овл, ГIазин овл, Дундайн овл, Кхийкхайн овл, Миммайн овл.

## История
Во время выселения чеченцев в 1944 году высланы в Среднюю Азию. В 1957 году вернулись на свою историческую родину.
В 2004 году в результате бомбардировок российскими самолётами родового села Ригахой погибло много людей, в том числе дети.